# 刘易斯维尔
刘易斯维尔（英語：Lewisville）是美国得克萨斯州登顿县的一座城市，位于该县南部。总面积94平方公里，总人口95,290（2010）。
刘易斯维尔的历史始于1840年代，原名霍尔福德普雷里（Holford's Prairie）。 1881年首条铁路的建成促成了该镇人口的首次增长，20世纪初年该地区交通设施的发展促成了人口的进一步增长。1925年，刘易斯维尔正式建置。1950年代，刘易斯维尔湖完工，与此同时，城市开始快速扩展。
刘易斯维尔气候常年温暖，并邻近刘易斯维尔湖，使其成为达拉斯-沃恩堡大都会区的休闲中心。

## 历史
1841年，得克萨斯共和国特许彼得斯殖民地土地特许公司（得名于威廉·彼得斯，歌曲《哦，苏珊娜》的发行商）开发北得克萨斯地区。 1844年，约翰·W·金与妻子在大草原东侧城市现址处定居。来自密苏里州普拉特县的浸礼宗定居者在西侧定居，中间地区则为约翰·霍尔福德与詹姆斯·霍尔福德，他们将该地区命名为霍尔福德普雷里。 在南部，长老会教徒建立了一座教堂，称作弗劳尔芒德长老会教堂。 经过一场关于土地所有权的争夺战后，巴斯迪尔·刘易斯（Basdeal Lewis）于1853年购买了霍尔福德普雷里，并将其更为现名。